# Pontus Johnson
Pontus Johnson, född 29 juni 1970, är en svensk professor vid institutionen för nätverk och systemteknik vid Kungliga Tekniska högskolan i Stockholm.

## Biografi
Johnson har en civilingenjörsexamen från 1997 vid Lunds tekniska högskola. Han disputerade 2002 på en avhandling om strategier och metoder för att hantera koncerngemensamma datasystem, så kallade "enterprise software systems". Han utnämndes till docent 2007 och professor 2009 vid institutionen för nätverk och systemteknik vid KTH i Stockholm. Han är föreståndare för Centrum för cyberförsvar och informationssäkerhet, som i samarbete med försvarsmakten ska stärka Sveriges cyberförsvar och informationssäkerhet.
Han är medgrundare till företaget foreseeti som utvecklar programvara för att simulera cyberattacker. Han har engagerat sig i "Ethical Hacking" som syftar till att kartlägga svagheter och varna berörda innan dessa svagheter kan utnyttjas i fientligt syfte. Tillsammans med gruppen SSAS - Software Systems Architecture and Security - har ett stort antal så kallade sårbarheter (vulnerabilities på engelska) kartlagts och dokumenterats på ett etiskt sätt så att väsentliga svagheter kunnat åtgärdas före publicering.
Johnsons vetenskapliga publicering har (2022) enligt Google Scholar över 4 200 citeringar och ett h-index på 36.